# Amy Belle
Amy Belle (Glasgow, 1981) é uma cantora escocesa.
Rod Stewart cantou I Don't Want to Talk About It em dueto com Amy Belle no Royal Albert Hall durante sua turnê de 2004.